# 久安乡
- 關於日本的年号，請見「久安」。
- 關於商品名為「久安」的動物用藥，請見「头孢维星」。

久安乡，是中华人民共和国贵州省貴陽市花溪区下辖的一个乡镇级行政单位。

## 行政区划
久安乡下辖以下地区：
小山村、雪厂村、打通村、拐耳村、巩固村、久安村和吴山村。